# Frances Brooke
Frances Brooke, z domu Moore (ur. 1724 w Claypole, zm. 23 stycznia 1789 w Sleaford) – brytyjska pisarka i tłumaczka. Autorka pierwszej powieści, której akcja toczy się w Kanadzie, nazywanej pierwszą kanadyjską powieścią.

## Życiorys
Została ochrzczona 24 stycznia 1724 w Claypole jako Frances Moore. Wyszła za mąż za Johna Brooke, kapelana wojskowego.
Od listopada 1755 do lipca 1756 wydawała tygodnik „The Old Maid“, a w 1760 opublikowała tłumaczenie powieści Marie-Jeanne Riccoboni pod tytułem Letters from Juliet Lady Catesby. W 1763 ukazała się jej pierwsza autorska powieść, The History of Lady Julia Mandeville. Dzieło zdobyło znaczną popularność.
W latach 1763–1768 mieszkała w Quebecu, gdzie jej mąż służył w brytyjskim garnizonie. Podczas tego pobytu napisała powieść epistolarną The History of Emily Montague, która opisuje losy trzech par w miejscowej scenerii, z uwzględnieniem bieżących wydarzeń w kolonii. Jest to pierwsza powieść, której akcja toczy się na terenie obecnej Kanady i zwykle nazywana jest pierwszą powieścią kanadyjską. Cytat z powieści pojawił się w słowniku Oxford English Dictionary jako wczesny przykład użycia w przenośni słowa „literally”.
W 1768 Brooke powróciła do Anglii. Od 1773 roku prowadziła Opera House z aktorką Mary Ann Yates, a w 1781 napisała popularną sztukę teatralną The Siege of Sinope. Jest także autorką dwóch oper komicznych: Rosiny (1783) i Marian (1788). Rosinę po raz pierwszy wystawiono w Covent Garden 3 grudnia 1782; do końca wieku zagrano ją ponad dwieście razy.
Zmarła 23 stycznia 1789 w Sleaford.

## Twórczość
- 1756: Virginia – tragedia[2]
- 1763: The History of Lady Julia Mandeville
- 1769: The History of Emily Montague
- 1777: The Excursion[3]
- 1781: The Siege of Sinope[3]
- 1783: Rosina
- 1788: Marian